# 風とRAINBOW/この手を伸ばせば
『風とRAINBOW／この手を伸ばせば』（かぜとレインボー／このてをのばせば）は、GARNET CROWの24枚目のシングル。2007年2月21日に発売された。
本作は『風とRAINBOW／この手を伸ばせば』（GZCA-4087）と『この手を伸ばせば／風とRAINBOW』（GZCA-4088）の同作品2種類が発売となるが、ここでは項目名として前者に統一する。

## 解説
GARNET CROWでは初の両A面シングル。
タイトル曲はどちらもテレビアニメ『メルヘヴン』のテーマソングに起用された（詳細は後述）。また、同番組テーマソングとして最も売上の大きかった「君の思い描いた夢 集メル HEAVEN」を超えて、最も売上の大きい作品となった。
前述のように、「風とRAINBOW／この手を伸ばせば」と「この手を伸ばせば／風とRAINBOW」の2種類での発売となり、それぞれ収録曲・楽曲順序・CDジャケット・CDレーベルデザイン等が異なる。複数種類作品の同時発売は、デビューシングル「Mysterious Eyes」「君の家に着くまでずっと走ってゆく」以来約7年振りのことである。また、店舗限定ではあるが、2種同時購入者を対象に7周年記念ステッカーが購入特典として配布された。
裏ジャケットはアニメ原作者の安西信行によるGARNET CROWのイラスト仕様となっており、いずれも同じイラストを使用しているが、「風とRAINBOW／この手を伸ばせば」の方はカラー、「この手を伸ばせば／風とRAINBOW」の方はモノクロに赤の色仕様になっている。メンバーのAZUKI七からのリクエストにより、裏ジャケットイラストのAZUKI七の胸にはゾンビタトゥ（『メルヘヴン』に出てくる）が描かれている。
両A面ということから2曲ともプロモーションビデオが制作された。
2曲ともフルバージョンとTV Editが収録されており、「風とRAINBOW」はフルバージョンとTV Editではアレンジが若干異なる（サンバホイッスルの音など、TV Editの方がラテン色が強い）。なお、「風とRAINBOW」は、AZUKI七いわく「7色とGARNETの7周年をかけてRAINBOWにしてみました」というシチュエーションで作ったという。

## 批評
CD Journalのレビューでは両曲共にサビが印象的な曲と評されている。
同サイトで「風とRAINBOW」はラテン風ロックであり、ボーカルの歌い方から無機質な社会の様を表している様とされ、「この手を伸ばせば」はバラードが美しいと評されている。

## 収録曲
- 全作詞：AZUKI七 / 作曲：中村由利 / 編曲：古井弘人

### 風とRAINBOW／この手を伸ばせば
1. 風とRAINBOW
テレビ東京系アニメ『メルヘヴン』オープニングテーマ[1]
2. この手を伸ばせば
テレビ東京系アニメ『メルヘヴン』エンディングテーマ[2]
プロモーションビデオは、2006年に行われたライブツアー『GARNET CROW livescope 2006 〜THE TWILIGHT VALLEY〜』の東京公演で同曲が初披露された際の映像を使用している。
3. 廻り道
後に発売のライブDVD『GARNET CROW LIVESCOPE OF THE TWILIGHT VALLEY』のエンディングSEにも使用されている。また、ベストアルバム『GOODBYE LONELY 〜Bside collection〜』発売前に行なわれたカップリング曲のファン投票で１位となっている。
4. 風とRAINBOW (TV Edit)
5. 風とRAINBOW (Instrumental)
6. この手を伸ばせば (Instrumental)

### この手を伸ばせば／風とRAINBOW
1. この手を伸ばせば
2. 風とRAINBOW
3. 廻り道
4. この手を伸ばせば (TV Edit)
5. この手を伸ばせば (Instrumental)
6. 風とRAINBOW (Instrumental)

## 収録アルバム
風とRAINBOW
- LOCKS
- THE BEST History of GARNET CROW at the crest...
- THE ONE 〜ALL SINGLES BEST〜

この手を伸ばせば
- LOCKS
- THE BEST History of GARNET CROW at the crest...
- THE ONE 〜ALL SINGLES BEST〜
- GARNET CROW BEST OF BALLADS

廻り道
- GOODBYE LONELY 〜Bside collection〜

## カバー
| アーティスト | 収録作品                   | 発売日        |
| ------------ | -------------------------- | ------------- |
| 浅川悠       | 『百歌声爛 女性声優編III』 | 2009年3月18日 |